# Buda Ruska
Buda Ruska – wieś w Polsce położona w województwie podlaskim, w powiecie sejneńskim, w gminie Krasnopol. Leży nad Czarną Hańczą.
| SIMC    | Nazwa       | Rodzaj    |
| ------- | ----------- | --------- |
| 0760685 | Podjeziorki | część wsi |

## Historia
Do wybuchu II wojny światowej wieś całkowicie zamieszkiwana była przez rosyjskich staroobrzędowców, którzy założyli miejscowość w XVIII wieku uchodząc z Imperium Rosyjskiego przed prześladowaniami religijnymi.
Według Pierwszego Powszechnego Spisu Ludności, przeprowadzonego w 1921 r., wieś Buda Ruska liczyła 46 domów i 263 mieszkańców (149 kobiet i 114 mężczyzn). Zdecydowana większość mieszkańców Budy Ruskiej, w liczbie 242 osób, zadeklarowała wyznanie staroobrzędowe. Pozostali zgłosili kolejno: wyznanie ewangelickie (20 osób) oraz wyznanie rzymskokatolickie (1 osoba). Pod względem narodowościowym dominowali Rosjanie, bowiem rosyjską przynależność narodową zadeklarowało 228 mieszkańców wsi, a pozostałe 35 osób podało narodowość polską.
W latach 1975–1998 miejscowość administracyjnie należała do województwa suwalskiego.

## Inne
Współcześnie społeczność staroobrzędowa z Budy Ruskiej należy do parafii funkcjonującej przy molennie w Suwałkach.
We wsi znajduje się galeria fotografii o nazwie Chlewogaleria prowadzona przez fotografa i podróżnika Piotra Malczewskiego. Galeria znajduje się w dawnym chlewie, w gospodarstwie nr 16 we wsi. Przy galerii działają cykliczne, stacjonarne i weekendowe warsztaty fotografii dla początkujących i średnio zaawansowanych fotografów przyrody. Miejscowość rozwija turystykę bliską przyrodzie. #DalejNieIdę prowadzą ekolodzy Małgorzata i Piotr Nieznańscy. We wsi swoją siedzibę ma także #FundacjaForumInicjatywSpołecznych, która wspiera edukację dzieci i młodzieży w kierunku rozwiązywania problemów środowiskowych za pomocą programowania. Prowadzi też multimedialną  Pracownię Orange w Maćkowej Rudzie. 
W miejscowości znajduje się dom letni byłego prezydenta Polski Bronisława Komorowskiego oraz jego żony Anny.
We wsi znajdują się dwie nekropolie: cmentarz ewangelicki i cmentarz staroobrzędowców.